# Langsnavelparkiet
De langsnavelparkiet, conure à long bec, cotorra choroy of perruche à bec gracille (Enicognathus leptorhynchus) is een vogel uit de familie Psittacidae (papegaaien van Afrika en de Nieuwe Wereld).

## Kenmerken
De langsnavelparkiet is bijna helemaal groen en heeft een lange, kromme snavel, die donkergrijs is. Het voorhoofd is rood gekleurd, evenals de staart die donkerrood is met een groene punt aan het eind. Verder heeft de vogel een kale oogring en bleekroze poten.

## Verspreiding en leefgebied
De vogel is endemisch in Chili en komt hier voor van ter hoogte van de vulkaan de Aconcagua tot Chiloé in het zuiden. De vogel leeft in de bossen, vaak in grote groepen.

## Status
De grootte van de populatie is niet gekwantificeerd maar de soort wordt omschreven als plaatselijk vrij algemeen. Op de Rode lijst van de IUCN heeft deze soort de status niet bedreigd.